# جانيت سوزمان
جانيت سوزمان (بالإنجليزية: Janet Suzman)‏ هي مخرجة وممثلة جنوب أفريقية، ولدت في 9 فبراير 1939 في جنوب أفريقيا.

## أعمال

### أفلام
- (1971) نيكولاس وأليكساندرا
- (1982) عقد الرسام
- (1989) موسم أبيض جاف

## ترشيحات
- جائزة الأوسكار لأفضل ممثلة، عن عمل: نيكولاس وأليكساندرا (1971)

## وصلات خارجية
- جانيت سوزمان على موقع IMDb (الإنجليزية)
- جانيت سوزمان على موقع روتن توميتوز (الإنجليزية)
- جانيت سوزمان على موقع مونزينجر (الألمانية)
- جانيت سوزمان على موقع ألو سيني (الفرنسية)
- جانيت سوزمان على موقع ميوزك برينز (الإنجليزية)
- جانيت سوزمان على موقع تيرنر كلاسيك موفيز (الإنجليزية)
- جانيت سوزمان على موقع أول موفي (الإنجليزية)
- جانيت سوزمان على موقع قاعدة بيانات الأفلام السويدية (السويدية)
- جانيت سوزمان على موقع إن إن دي بي (الإنجليزية)
- جانيت سوزمان على موقع قاعدة بيانات الفيلم (الإنجليزية)